# 유수호 (정치인)
유수호(劉守鎬, 1931년 12월 16일~2015년 11월 7일)는 대한민국의 법조인이자 정치인이다. 제13·14대 국회의원을 지냈다.
1931년 12월 16일에 경상북도 영주시 이산면 용상리에서 아버지 유재영과 어머니 이월이의 3형제 중 3남으로 태어났다.
박정희 정부 집권 시절인 1971년에 부산지방법원 부장판사로 재직하면서 당시 부산대학교 총학생회장이었던 김정길을 석방시켰다. 이로 인해 박정희의 눈밖에 나서 1973년에 판사 재임용에서 탈락하였다. 이후 변호사로 개업하였다.
1978년 12월에 총선을 앞두고 민주공화당 대구시 동구·남구에 공천을 신청하였으나 탈락하였다. 그러나 1985년에 민주정의당 대구 중구·서구 지구당위원장에 선출되고 3년 후 제13대 총선에 출마하여 대구 중구에서 당선되었고 1992년 제14대 총선에서 재선되었다.
1992년에 민주자유당 대통령 후보 경선 파동시 이종찬 진영에 섰다. 그해 민주자유당을 탈당하고 이종찬이 주도하는 새한국당에 입당하였으나 새한국당이 통일국민당에 흡수되며 최고위원이 되었다.
유수호는 대선을 며칠 앞두고 불거진 초원복집 사건의 통일국민당 측 고발인으로 활동하였다. 이후에는 신민당을 탈당하고 무소속으로 활동하다가 1995년에 자유민주연합의 창당에 참여하며 자민련 소속이 되었으나 제15대 총선 불출마를 선언하고 정계를 은퇴하였다.
2015년 11월 7일에 숙환으로 인해 향년 85세로 서거하였다.

## 학력
- 1947년 평은초등학교 졸업
- 1950년 경북중학교 졸업
- 1954년 고려대학교 정법대학 법률학 학사
- 1972년 고려대학교 대학원 법학 석사
- 1978년 고려대학교 대학원 법학 박사

## 경력
- 제7회 고등고시 사법과 합격[5]
- 대구지방법원 판사
- 대구고등법원 판사
- 대법원 재판연구관
- 부산지방법원 부장판사
- 대한변호사협회 부회장
- 민주정의당 중구·서구 지구당위원장
- 민주정의당 원내부총무
- 통일국민당 최고위원
- 자유민주연합 창당준비위원회 위원
- 자유민주연합 상임고문

## 가족
- 할아버지 유우제
- 외할아버지 이종석
  - 아버지 유재영(1896년~1968년)
  - 어머니 이월이(1893년~1984년)
    - 형 유흠종(1922년~)
    - 형 유정호(1927년~)
      - 배우자 강옥성(1930년~)
        - 장남 유승정(1955년~)
        - 며느리 하은희
          - 손자 유한동
          - 손녀 유연진

        - 장녀 유진희
        - 차남 유승민(1958년~)
        - 며느리 오선혜
          - 손자 유훈동(1982년~)
          - 손녀 유담(1994년~)

## 역대 선거 결과
|  | 56.87% |

|  | 46.87% |

## 소속 정당
| 소속 정당 | 소속 정당    | 소속 기간 | 비고                |
| --------- | ------------ | --------- | ------------------- |
|           | 민주공화당   | 1978~1980 | 정계 입문           |
|           | 무소속       | 1980~1985 | 정당 해산           |
|           | 민주정의당   | 1985~1990 | 입당                |
|           | 민주자유당   | 1990~1992 | 합당                |
|           | 무소속       | 1992      | 탈당                |
|           | 새한국당     | 1992      | 창당                |
|           | 무소속       | 1992      | 탈당                |
|           | 통일국민당   | 1992~1994 | 입당                |
|           | 신민당       | 1994~1995 | 합당                |
|           | 자유민주연합 | 1995~1996 | 합당                |
|           | 무소속       | 1996~2015 | 탈당 정계 은퇴 사망 |

## 같이 보기
- 대구 중구의 국회의원
- 중구 (대구 선거구)